# Rotterdam (Schiff, 1908)
| ROTTERDAM          | ROTTERDAM                                                                            | ROTTERDAM                                                                            |
| Schiffsdaten       | Schiffsdaten                                                                         | Schiffsdaten                                                                         |
| ------------------ | ------------------------------------------------------------------------------------ | ------------------------------------------------------------------------------------ |
| Flagge:            | Niederlande                                                                          | Niederlande                                                                          |
| Schiffstyp:        | Passagierdampfer                                                                     | Passagierdampfer                                                                     |
| Einsatzzweck:      | transatlantischer Linienverkehr                                                      | transatlantischer Linienverkehr                                                      |
| Heimathafen:       | Rotterdam                                                                            | Rotterdam                                                                            |
| Bauwerft:          | Harland & Wolff (Govan)                                                              | Harland & Wolff (Govan)                                                              |
| Reederei:          | Holland-America Line                                                                 | Holland-America Line                                                                 |
| Technische Daten   |                                                                                      |                                                                                      |
| Schiffsvermessung: | 24.149 BRT                                                                           | 24.149 BRT                                                                           |
| Länge über alles:  | 203 Meter/667 Fuß                                                                    | 203 Meter/667 Fuß                                                                    |
| Breite über alles: | 77 Fuß                                                                               | 77 Fuß                                                                               |
| Max. Tiefgang:     |                                                                                      |                                                                                      |
| Baunummer:         |                                                                                      |                                                                                      |
| Maschine           |                                                                                      |                                                                                      |
| Antrieb:           |                                                                                      |                                                                                      |
| Geschwindigkeit:   | 17 Knoten                                                                            | 17 Knoten                                                                            |
| Leistung:          |                                                                                      |                                                                                      |
| Schrauben:         |                                                                                      |                                                                                      |
| Schornsteine:      | 2                                                                                    | 2                                                                                    |
| Masten:            | 2                                                                                    | 2                                                                                    |
| Sonstiges          |                                                                                      |                                                                                      |
| Passagiere         | 520 in der Ersten Klasse, 555 in der Zweiten Klasse, über 2000 in der Dritten Klasse | 520 in der Ersten Klasse, 555 in der Zweiten Klasse, über 2000 in der Dritten Klasse |
| Besatzung:         | 472–600                                                                              | 472–600                                                                              |
| Stapellauf:        | 1903 oder 1908                                                                       | 1903 oder 1908                                                                       |
| Jungfernfahrt:     | 1903 oder 1908                                                                       | 1903 oder 1908                                                                       |
| Verbleib:          | 1940 abgewrackt                                                                      | 1940 abgewrackt                                                                      |

Die Rotterdam war ein Passagierschiff der Holland-America Line.
Sie befuhr von ihrer Indienststellung bis zur Außerdienststellung die Strecke Rotterdam–New York; eine Ausnahme bildeten nur die Kriegsjahre 1916 bis 1918. Zeitweise wurde sie auch für Kreuzfahrten eingesetzt, so wurde sie etwa 1914 für Clark’s 16th Annual Cruise to the Mediterranean and the Orient gechartert, eine 64- bis 70-tägige Luxusreise. In einer Werbebroschüre für diese Kreuzfahrt wurde sie als „one the finest, largest and most popular ships crossing the Atlantic“ (eines der schönsten, größten und beliebtesten Schiffe, die den Atlantik überqueren) beschrieben; ihr Baupreis wurde mit etwa 5 Millionen Dollar angegeben.
1939 wurde das Schiff ausgemustert und 1940 in den Niederlanden abgewrackt.
Thomas und Katia Mann benutzten die Rotterdam zur Rückfahrt auf ihrer ersten Amerikareise 1934. Sie schifften sich am 9. Juni 1934 in New York ein.
Albert Einstein unternahm seine erste Amerikareise 1921 von Rotterdam ebenfalls mit diesem Schiff.